# 曾一貫
曾一贯（？—？），字化鲁，號唯一，河南南陽府镇平县人，明朝政治人物。

## 生平
曾一贯個性篤厚好學，万历十九年（1591年）辛卯科河南乡试舉人，三十二年（1604年）登甲辰科进士，吏部觀政，授鳳陽府推官，肅清當地綱紀，平反冤獄，權貴不敢干以私，卒。